# Saint-Maurice-près-Pionsat
 Saint-Maurice-près-Pionsat  es una población y comuna francesa, situada en la región de Auvernia, departamento de Puy-de-Dôme, en el distrito de Riom y cantón de Pionsat.

## Demografía
| 712 | 663 | 612 | 523 | 464 | 388 |
| Para los censos de 1962 a 1999 la población legal corresponde a la población sin duplicidades (Fuente: INSEE [Consultar]) |     |     |     |     |     |